# Sattar Zare
Sattar Zare (persiska: ستار زارع), född 28 januari 1982 i Shiraz i Iran, är en iransk fotbollstränare och före detta spelare som för närvarande är tränare för Bargh Shiraz. Hans position som spelare var försvarare. Han spelade i Irans landslag mellan 2003-2009 och gjorde 35 landskamper. Zare skulle få spela i VM för Iran 2006, men han skadade sitt högra knä, så Moharram Navidkia fick spela på hans plats.